# Bathippus pahang
Bathippus pahang es una especie de araña saltarina del género Bathippus, familia Salticidae. Fue descrita científicamente por Zhang, Song & Li en 2003.

## Distribución
Habita en Malasia.